# Dichaea pumila
Dichaea pumila är en orkidéart som beskrevs av João Barbosa Rodrigues. Dichaea pumila ingår i släktet Dichaea och familjen orkidéer. Inga underarter finns listade i Catalogue of Life.

## Bildgalleri

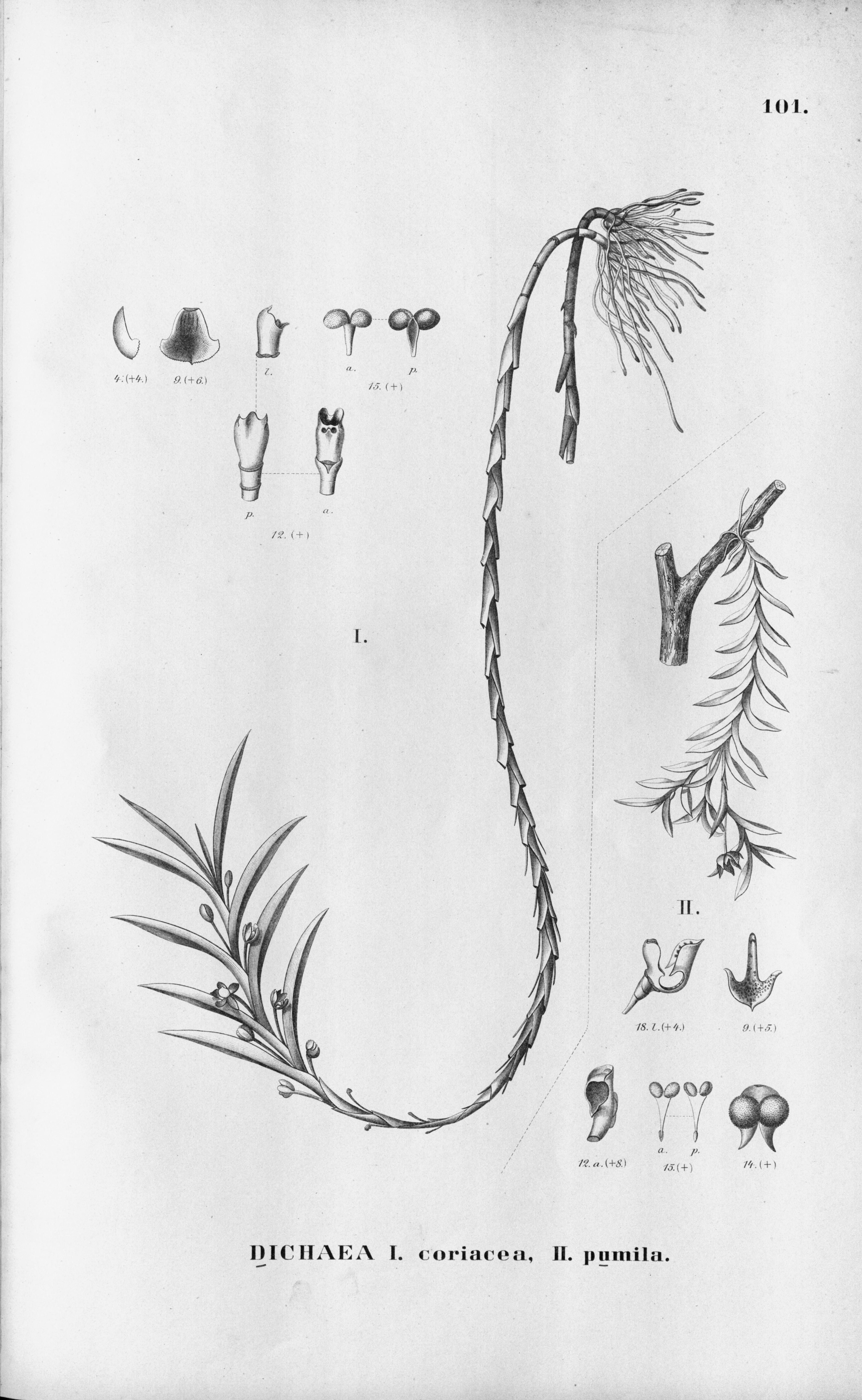